# My Mother’s Future Husband
My Mother’s Future Husband é um filme de comédia familiar que estreou em 2014 diretamente em vídeo, estrelado por Lea Thompson e Matreya Fedor.
O filme foi lançado em DVD no dia 24 de setembro de 2014 na TV aberta, e nos Estados Unidos em 11 de maio de 2014.

## Elenco
- Lea Thompson como Rene
- Matreya Fedor como Headly
- Frank Cassini como Chuck
- Sebastian Spence como Andrew
- Burkely Duffield como Bodie

## Ligações Externas
- My Mother’s Future Husband. no IMDb.